# آيت ايزي (حودران)
آيت ايزي هي إحدى مشيخات المملكة المغربية، تتبع جغرافيا لإقليم الخميسات وإداريًا لحودران. يقدر عدد سكانها بـ 1918 نسمة حسب الإحصاء الرسمي للسكان والسكنى لسنة 2004.